# Pipnattljus
Pipnattljus (Oenothera rubricauloides) är en dunörtsväxtart som beskrevs av Rostanski. Pipnattljus ingår i släktet nattljussläktet, och familjen dunörtsväxter. Inga underarter finns listade i Catalogue of Life.